# Diadem z berylami
Diadem z berylami (ang. The Adventure of the Beryl Coronet) – opowiadanie Arthura Conana Doyle’a z serii przygód Sherlocka Holmesa. Zostało po raz pierwszy opublikowane w piśmie The Strand Magazine w maju 1892, a następnie w tomie Przygody Sherlocka Holmesa w tym samym roku. Autorem ilustracji do opowiadania był Sidney Paget. Inne tytuły opowiadania to Berylowy diadem i Korona z berylów.

## Fabuła
Znacząca osobistość (tożsamość pozostaje tajemnicą) zaciąga pożyczkę pod zastaw korony z berylami. Choć suma pożyczki jest wysoka, stanowi tylko ułamek wartości korony. Przerażony odpowiedzialnością bankier zamiast ukryć bezcenny zastaw w bankowym sejfie, zabiera go do swej willi i zamyka w szufladzie, którą łatwo otworzyć. W nocy ma miejsce próba kradzieży. Z korony znikają trzy kamienie. O przestępstwo podejrzany jest syn bankiera, Artur, mający hazardowe długi. Mary, bratanica bankiera, twierdzi, że jej kuzyn jest niewinny. Holmes odzyskuje brakujące klejnoty i wykazuje, że sprawcą ich kradzieży był kto inny.

## Ekranizacja
Opowiadanie zostało zekranizowane przez BBC w 1965. Rolę Sherlocka Holmesa odegrał wówczas Douglas Wilmer, zaś w Johna Watsona wcielił się Nigel Stock. Pora roku w ekranizacji została zmieniona z mroźnej zimy na lato.